# Gustav von Oertzen
Pour les articles homonymes, voir Oertzen.
Gustav Carl Heinrich Lucas von Oertzen (23 janvier 1836 - 22 octobre 1911) est un fonctionnaire colonial de l'Empire allemand et commissaire impérial en Nouvelle-Guinée allemande.

## Biographie

### Premières années
Né à Kittendorf, arrondissement de Demmin en province de Poméranie et membre de la famille von Oertzen de la noblesse mecklembourgeoise, von Oertzen est le fils Karl (Nikolaus Dietrich) von Oertzen (1799-1865) qui est propriétaire terrien du Marihn et capitaine de l'abbaye de Malchow (de) et de sa première épouse, Louise d'Orguerre (1811-1836), décédée des suites de complications lors de sa naissance[réf. nécessaire].
Oertzen suit des cours particuliers au domaine de son père à Marihn. De 1849 à 1851, il fréquentes les collèges de Wittemberg et de Gütersloh. Il complète son Abitur en 1856 au lycée de Putbus. Ensuite, il étudie le droit aux universités de Heidelberg, Göttingen et Rostock. Il devient membre du corps Saxo-Borussia Heidelberg, association étudiante combattante à Heidelberg en 1857 et du corps Saxonia Göttingen à Göttingen en 1858. De 1862 à 1874, il s'établie sur ses propriétés foncières à Marihn et Malchow[réf. nécessaire].

### Carrière diplomatique
En 1875, il entre au service du ministère des Affaires étrangères au consulat général de New York. En 1879, il remplace intérimairement le secrétaire consulaire à Apia dans les Samoa allemandes. Devenant vice-consul en 1883, il demeure en fonction sur place jusqu'en 1884.

### Administrateur colonial
Dès le 16 juin 1884, von Oertzen devient commissaire impérial de la Nouvelle-Guinée. S'installant à Matupi en Nouvelle-Poméranie. Le territoire est repris et le drapeau allemand hissé le 3 novembre de la même année[réf. nécessaire].
En mai 1885, von Oertzen publie des règlements qui interdisent la vente d'armes entre les habitants, qui soumet l'achat de terres à une approbation et qui limite l'exportation de main-d'œuvre en dehors des plantations allemandes. Ceci entraîne rapidement un différend concernant les droits de propriétés foncières de colons européens, entre autres concernant un lopin d'environ 5 000 hectares d'Emma Coe (surnommé Queen Emma de Nouvelle-Guinée), de l'explorateur Richard Parkinson (en) et du belge Jean Baptiste Octave Mouton,.
Le 10 juin 1886, Georg von Schleinitz est nommé premier landeshauptmann (gouverneur) de la Compagnie de Nouvelle-Guinée à Finschhafen sur le territoire de la Terre de l'Empereur-Guillaume. Des conflits réguliers éclatent entre Schleinitz et von Oertzen, ce dernier étant rappelé comme commissaire impérial lors de l'arrivée du gouverneur. Von Oertzen demeure cependant sur place pendant six mois dans l'archipel Bismarck[réf. nécessaire].
Dès 1887, von Oertzen est nommé officier colonial du secrétariat d'État impérial des Colonies. Il se rend à Sarajevo en tant que consul en 1888. Ensuite, en 1895, il est consul au Havre et consul général à partir de 1903. Il prend sa retraite en septembre 1907[réf. nécessaire].
Von Oertzen meurt à Dresde en octobre 1911[réf. nécessaire].

## Hommage
Les montagnes von Oertzen (de) (Tajomanna) et l'île Oertzen (île Paeowa) sont nommées en son honneur[réf. nécessaire].